# The E.N.D. World Tour
Tournées par The Black Eyed Peas
Black Blue & You Tour
(2007) The Beginning Massive Stadium Tour
(2011)
The E.N.D. World Tour, aussi connu sous le nom de The Energy Never Dies World Tour, est une tournée mondiale de concert effectuée par le groupe américain Black Eyed Peas. La tournée présentait principalement le cinquième album du groupe, The E.N.D., sorti en juin 2009.

## Premières parties
- Ludacris (Amérique du nord)

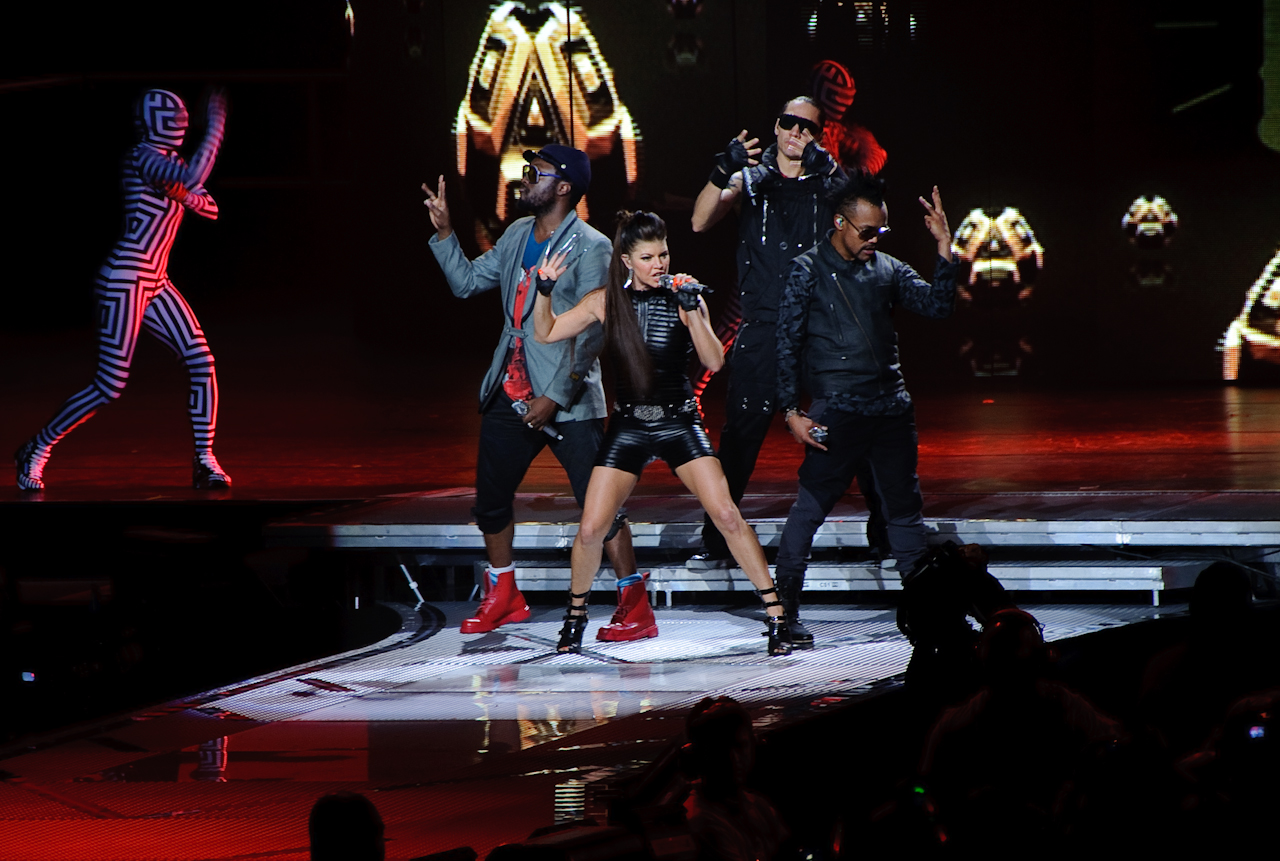
The Black Eyed Peas sur scène le 7 octobre 2009.

- David Guetta (Barcelone, Washington, New York, Guadalajara, Mexico et São Paulo)
- Cheryl Cole (Europe)
- Jason Derülo (Canada)
- B.o.B (Amérique du nord)
- T-Pain (Amérique du nord)
- K'naan (Ville de Québec)
- Faithless (Athènes)
- Timbalada (Salvador)
- Toni Garrido (Rio de Janeiro)
- Yolanda Be Cool (Argentine)
- Movimiento Original (Chili)
- DJ Leandro(Pérou)

## Dates
| Date              | Ville                | Pays             | Lieu                                      |
| Asie              | Asie                 | Asie             | Asie                                      |
| ----------------- | -------------------- | ---------------- | ----------------------------------------- |
| 15 septembre 2009 | Hamamatsu            | Japon            | Hamamatsu Arena                           |
| 18 septembre 2009 | Nagoya               | Japon            | Nippon Gaishi Hall                        |
| 19 septembre 2009 | Chiba                | Japon            | Makuhari Messe                            |
| 21 septembre 2009 | Osaka                | Japon            | Osaka-jō Hall                             |
| 22 septembre 2009 | Kobe                 | Japon            | World Memorial Hall                       |
| 23 septembre 2009 | Saitama              | Japon            | Saitama Super Arena                       |
| Océanie           |                      |                  |                                           |
| 1er octobre 2009  | Brisbane             | Australie        | Brisbane Entertainment Center             |
| 2 octobre 2009    | Sydney               | Australie        | Qudos Bank Arena                          |
| 3 octobre 2009    | Sydney               | Australie        | Qudos Bank Arena                          |
| 5 octobre 2009    | Adélaïde             | Australie        | Adelaïde Entertainment Center             |
| 6 octobre 2009    | Melbourne            | Australie        | Rod Laver Arena                           |
| 7 octobre 2009    | Melbourne            | Australie        | Rod Laver Arena                           |
| 10 octobre 2009   | Perth                | Australie        | Burswood Dome                             |
| 13 octobre 2009   | Auckland             | Nouvelle-Zélande | Vector Arena                              |
| Amérique du Nord  |                      |                  |                                           |
| 29 décembre 2009  | Las Vegas            | États-Unis       | Mandalay Bay Events Center                |
| 30 décembre 2009  | Las Vegas            | États-Unis       | Mandalay Bay Events Center                |
| 4 février 2010    | Atlanta              | États-Unis       | Philips Arena                             |
| 6 février 2010    | Miami                | États-Unis       | American Airlines Arena                   |
| 9 février 2010    | Jacksonville         | États-Unis       | Jacksonville Veterans Memorial Arena      |
| 10 février 2010   | Tampa                | États-Unis       | St. Pete Times Forum                      |
| 12 février 2010   | Nashville            | États-Unis       | Nashville Arena                           |
| 13 février 2010   | Birmingham           | États-Unis       | BJCC Arena                                |
| 16 février 2010   | Columbus             | États-Unis       | Schottenstein Center                      |
| 17 février 2010   | Lexington            | États-Unis       | Rupp Arena                                |
| 19 février 2010   | Raleigh              | États-Unis       | RBC Center                                |
| 20 février 2010   | Charlotte            | États-Unis       | Time Warner Cable Arena                   |
| 22 février 2010   | Hampton              | États-Unis       | Hampton Coliseum                          |
| 23 février 2010   | Washington           | États-Unis       | Verizon Center                            |
| 24 février 2010   | New York             | États-Unis       | Madison Square Garden                     |
| 26 février 2010   | Boston               | États-Unis       | TD Garden                                 |
| 27 février 2010   | Uncasville           | États-Unis       | Mohegan Sun Arena                         |
| 1er mars 2010     | Uniondale            | États-Unis       | Nassau Veterans Memorial Coliseum         |
| 3 mars 2010       | Philadelphie         | États-Unis       | Wachovia Center                           |
| 4 mars 2010       | Pittsburgh           | États-Unis       | Mellon Arena                              |
| 9 mars 2010       | Auburn Hills         | États-Unis       | The Palace of Auburn Hills                |
| 11 mars 2010      | Milwaukee            | États-Unis       | BMO Harris Bradley Center                 |
| 13 mars 2010      | Chicago              | États-Unis       | United Center                             |
| 18 mars 2010      | Houston              | États-Unis       | Reliant Center                            |
| 19 mars 2010      | Dallas               | États-Unis       | American Airlines Center                  |
| 20 mars 2010      | Tulsa                | États-Unis       | BOK Center                                |
| 22 mars 2010      | Saint Paul           | États-Unis       | Xcel Energy Center                        |
| 24 mars 2010      | Kansas City          | États-Unis       | Sprint Center                             |
| 25 mars 2010      | Des Moines           | États-Unis       | Wells Fargo Arena                         |
| 27 mars 2010      | Denver               | États-Unis       | Pepsi Center                              |
| 29 mars 2010      | Los Angeles          | États-Unis       | Staples Center                            |
| 30 mars 2010      | Los Angeles          | États-Unis       | Staples Center                            |
| 31 mars 2010      | Glendale             | États-Unis       | Jobing.com Arena                          |
| 2 avril 2010      | San José             | États-Unis       | HP Pavilion at San Jose                   |
| 3 avril 2010      | San Diego            | États-Unis       | San Diego Sports Arena                    |
| 7 avril 2010      | Sacramento           | États-Unis       | ARCO Arena                                |
| 10 avril 2010     | Tacoma               | États-Unis       | Tacoma Dome                               |
| 11 avril 2010     | Vancouver            | Canada           | GM Place                                  |
| Europe            |                      |                  |                                           |
| 1er mai 2010      | Dublin               | Irlande          | The O2 (Dublin                            |
| 2 mai 2010        | Dublin               | Irlande          | The O2 (Dublin                            |
| 5 mai 2010        | Londres              | Royaume-Uni      | O2 Arena (Londres                         |
| 6 mai 2010        | Londres              | Royaume-Uni      | O2 Arena (Londres                         |
| 8 mai 2010        | Birmingham           | Royaume-Uni      | LG Arena                                  |
| 11 mai 2010       | Zurich               | Suisse           | Hallenstadion                             |
| 12 mai 2010       | Milan                | Italie           | Mediolanum Forum                          |
| 15 mai 2010       | Berlin               | Allemagne        | O2 World                                  |
| 16 mai 2010       | Prague               | Tchéquie         | O2 Arena                                  |
| 19 mai 2010       | Anvers               | Belgique         | Palais des sports                         |
| 20 mai 2010       | Paris                | France           | Palais omnisports de Paris-Bercy          |
| 23 mai 2010       | Manchester           | Royaume-Uni      | Manchester Arena                          |
| 24 mai 2010       | Manchester           | Royaume-Uni      | Manchester Arena                          |
| 27 mai 2010       | Londres              | Royaume-Uni      | O2 Arena                                  |
| 28 mai 2010       | Londres              | Royaume-Uni      | O2 Arena                                  |
| 30 mai 2010       | Lisbonne             | Portugal         | Stade national du Jamor                   |
| 1er juin 2010     | Birmingham           | Royaume-Uni      | LG Arena                                  |
| 4 juin 2010       | Paris                | France           | Palais omnisports de Paris-Bercy          |
| 5 juin 2010       | Paris                | France           | Palais omnisports de Paris-Bercy          |
| Europe            |                      |                  |                                           |
| 27 juillet 2010   | Toronto              | Canada           | Air Canada Centre                         |
| 28 juillet 2010   | Toronto              | Canada           | Air Canada Centre                         |
| 31 juillet 2010   | Montréal             | Canada           | Centre Bell                               |
| 1er août 2010     | Ottawa               | Canada           | Scotiabank Place                          |
| 3 août 2010       | Boston               | États-Unis       | TD Garden                                 |
| 4 août 2010       | Newark               | États-Unis       | Prudential Center                         |
| 6 août 2010       | Hartford             | États-Unis       | XL Center                                 |
| 7 août 2010       | Atlantic City        | États-Unis       | Boardwalk Hall                            |
| 10 août 2010      | Baltimore            | États-Unis       | 1st Mariner Arena                         |
| 11 août 2010      | Buffalo              | États-Unis       | HSBC Arena                                |
| 13 août 2010      | Rosemont             | États-Unis       | Allstate Arena                            |
| 14 août 2010      | Saint-Louis          | États-Unis       | Scottrade Center                          |
| 18 août 2010      | Winnipeg             | Canada           | MTS Centre                                |
| 20 août 2010      | Saskatoon            | Canada           | Credit Union Centere                      |
| 22 août 2010      | Calgary              | Canada           | Pengrowth Saddledome                      |
| 23 août 2010      | Edmonton             | Canada           | Rexall Place                              |
| 30 septembre 2010 | Monterrey            | Mexique          | Estadio Tecnológico                       |
| 2 octobre 2010    | Mexico               | Mexique          | Stade Azteca                              |
| 6 octobre 2010    | Guadalajara (Mexique | Mexique          | Stade 3 de marzo                          |
| Amérique du Sud   |                      |                  |                                           |
| 17 octobre 2010   | Recife               | Brésil           | Jockey Club                               |
| 19 octobre 2010   | Salvador             | Brésil           | Parque de Exposições                      |
| 22 octobre 2010   | Brasilia             | Brésil           | Stade national de Brasilia Mané Garrincha |
| 24 octobre 2010   | Rio de Janeiro       | Brésil           | Praça da Apoteose                         |
| 27 octobre 2010   | Belo Horizonte       | Brésil           | Mega Space                                |
| 30 octobre 2010   | Porto Alegre         | Brésil           | Fiergs Parking                            |
| 1er novembre 2010 | Florianópolis        | Brésil           | Stade Orlando-Scarpelli                   |
| 4 novembre 2010   | São Paulo            | Brésil           | Stade Cícero-Pompeu-de-Toledo             |
| 6 novembre 2010   | Buenos Aires         | Argentine        | Gimnasia y Esgrima de Buenos Aires        |
| 11 novembre 2010  | Santiago             | Chili            | Estadio Bicentenario de La Florida        |
| 13 novembre 2010  | Lima                 | Pérou            | Stade Monumental                          |

## Enregistrements

### Missing You (Clip)
Le 30 mars 2010, l'interprétation de Missing You à Los Angeles a été enregistrée et est la vidéo officielle en France et au Brésil pour le single[source secondaire souhaitée].